# Dragolj
Dragolj (en serbe cyrillique : Драгољ) est un village de Serbie situé dans la municipalité de Gornji Milanovac, district de Moravica. Au recensement de 2011, il comptait 341 habitants.

## Démographie
| 1948 | 1953 | 1961 | 1971 | 1981 | 1991 | 2002 | 2011 |
| ---- | ---- | ---- | ---- | ---- | ---- | ---- | ---- |
| 974  | 971  | 892  | 726  | 613  | 512  | 364  | 341  |

|  |